# Fluorenon
A fluorenon aromás szerves vegyület, képlete C13H8O. Fényes, fluoreszkáló sárga színű, szobahőmérsékleten szilárd anyag. Előállítható fluorénból jégecet és nátrium-hipoklorit oldat hozzáadásával, melynek hatására oxidáció játszódik le. Maláriaellenes gyógyszerek gyártásához használják.

## Fordítás
- Ez a szócikk részben vagy egészben  a   Fluorenone című angol Wikipédia-szócikk ezen változatának fordításán alapul.  Az eredeti cikk szerkesztőit annak laptörténete sorolja fel. Ez a jelzés csupán a megfogalmazás eredetét és a szerzői jogokat jelzi, nem szolgál a cikkben szereplő információk forrásmegjelöléseként.